# Целерит
Целери́т (рос. целлерит; англ. zellerite; нім. Zellerit m) — мінерал, водний карбонат кальцію й урану.
Названий за прізвищем американського геолога Х. Целлера (H.Zeller), R.G.Coleman, D.R.Ross, R.Meyrovitz, 1966.

## Опис
Хімічна формула: CaUO2[CO3]2•5H2O.
Склад у % (з родов. Лакі-Мак, США): CaO — 10,8; UO3 — 56,6; CO2 — 17,7; H2O — 13,0.
Домішки: R2O3, Na2O, K2O.
Сингонія ромбічна. Ромбо-дипірамідальний вид. Форми виділення: розетки волокнистих голчастих кристалів, тонкі коломорфні кірки, іноді грона. Густина 3,25. Твердість 2. М'який, подібний до гіпсу. Колір лимонно-жовтий. Прозорий. Спостерігається слабка плямиста зелена люмінесценція в коротких і довгих ультрафіолетових променях. Асоціює з гіпсом, окисненими сульфідами та оксидами заліза.

## Поширення
Продукт окиснення уранініту та коффініту в зоні вивітрювання. Знайдений як вторинний мінерал зони окиснення родовища Лакі-Мак (штат Вайомінг, США).